# قشلاق حاج سلیمان علی گشادتیموری
قشلاق حاج سلیمان علی گشادتیموری یک روستا در ایران است که در دهستان قشلاق شرقی واقع شده‌است. قشلاق حاج سلیمان علی گشادتیموری ۴۳ نفر جمعیت دارد.